# Vakkejåkka
Vakkejåkka (Samisch: Orddajohka) is een rivier annex beek, die stroomt in de Zweedse  gemeente Kiruna. De rivier ontstaat las de bergrivieren Balggesklifrivier en de Tjalmerivier samenstromen en verder zuidwaarts gaan.
Afwatering: Vakkejåkka → (Torneträsk) → Torne → Botnische Golf